# Néopentasilane
Le néopentasilane est un composé chimique de formule Si(SiH3)4. Il se présente sous la forme d'un liquide incolore pyrophorique.
Il est utilisé notamment dans l'industrie des semiconducteurs pour produire des couches minces de silicium par dépôt chimique en phase vapeur (CVD), et permet également d'obtenir du nitrure de silicium Si3N4 par atomic layer deposition assisté par plasma (PE-ALD).